# Lidia Parada
Lidia Parada Santos (* 11. Juni 1993 in A Pobra do Caramiñal) ist eine spanische Speerwerferin.

## Sportliche Laufbahn
Erste internationale Erfahrungen sammelte Lidia Parada 2009 bei den Jugendweltmeisterschaften in Brixen, bei denen sie mit einer Weite von 37,57 m in der Qualifikation ausschied, wie auch bei den Juniorenweltmeisterschaften 2012 in Barcelona mit 50,33 m. Im Jahr darauf nahm sie erstmals an den U23-Europameisterschaften im finnischen Tampere teil und belegte dort mit 48,30 m im Finale Rang elf. 2014 wurde sie bei den U23-Mittelmeermeisterschaften in Aubagne mit 49,11 m Fünfte, wie auch bei den Ibero-Amerikanischen Meisterschaften in São Paulo 52,07 m. 2015 klassierte sie sich bei den U23-Europameisterschaften in Tallinn 54,06 m auf dem sechsten Platz. 2016 qualifizierte sie sich erstmals für die Europameisterschaften in Amsterdam, bei denen sie mit 57,34 m aber nicht bis in das Finale gelangte. Auch bei den Leichtathletik-Europameisterschaften 2018 in Berlin schied sie mit 58,08 m in der Qualifikation aus, wurde anschließend aber mit 51,00 m Fünfte bei den Ibero-Amerikanischen Meisterschaften in Trujillo. 2019 nahm sie an den Europaspielen in Minsk teil und gelangte dort mit 52,17 m auf Rang 21.
Von 2015 bis 2018 wurde Parada spanische Meisterin im Speerwurf.